# アルベルト・ビバンコス
アルベルト・ビバンコス・ロイグ (Albert Vivancos Roig 1994年2月2日 - ) は、スペイン・ベスカノ出身のサッカー選手。タラサFC所属。ポジションはミッドフィールダー。

## 経歴
ジローナFCのユース出身で、ユースには、11年間所属した。2013年に、ジローナFCのトップチームに昇格。2013年9月29日の、ラ・リーガ第7節コルドバCF戦で、81分にリッチーと交代して出場し、プロデビューと、セグンダ・ディビシオンデビューを達成した。だが、そのシーズンの試合出場は、その1試合にとどまり、14-15シーズンは、セントラ・ダスポルツ・ルスピタレートへ、ローン移籍。リーグ戦、コパ・デル・レイ合わせて22試合に出場。シーズン終了後に、ジローナFCへレンタルバックした。
ジローナFC復帰初年度の15-16シーズンは、セグンダ・ディビシオンの開幕戦と、コパ・デル・レイの1試合のみしか試合に出場できず、シーズン中の2016年1月8日に、エルクレスCFへローン移籍。リーグ戦での出場は、4試合のみであったが、セグンダ・ディビシオンへの昇格プレーオフで6試合に出場した。
16-17シーズンは、UEリャゴステラへローン移籍。リーグ戦で22試合に出場した。シーズン終了後に、ユース、ローン移籍時代含め15年間所属したジローナFCを退団した。
2017年にUCAMムルシアに移籍。その後は国内の下部リーグを転々とするシーズンが続いている。